# Mordwińskie stroje ludowe

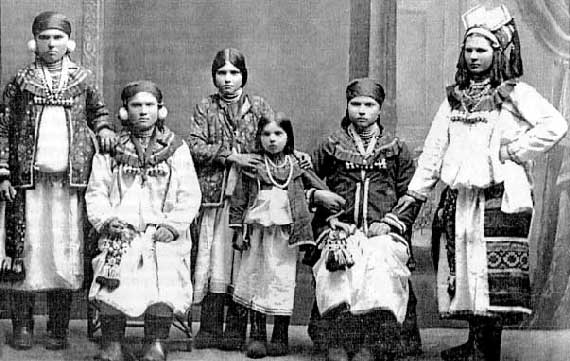
Kobiety Moksza w XIX wieku

Mordwińskie stroje ludowe – określenie stosowane na ubiory codzienne i odświętne używane przez większość grup etnograficznych zaliczanych do grupy Mordwinów. Pojawiły się już w starożytności w środowisku chłopskim i wówczas nadawano mu charakterystyczne cechy, takie jak szczególny krój, specjalne szaty, ozdoby i zdobienia. Strój ludowy Mordwinów, zwłaszcza kobiecy, jest bardzo kolorowy i zawiera wiele tradycyjnych ozdób takie jak symbole starożytnych wierzeń pogańskich. 
Opisywane stroje ludowe można podzielić na dwie grupy: stroje erzjańskie i stroje mokszańskie.
Stroje ludów Erzja i Moksza osiągnęły pełną wyrazistość artystyczną w połowie XIX wieku. 
Historycznie, osoby pracujące na roli wytwarzały własne tkaniny, a produkcja odzieży była zazwyczaj domowa.

## Strój narodowymokszański

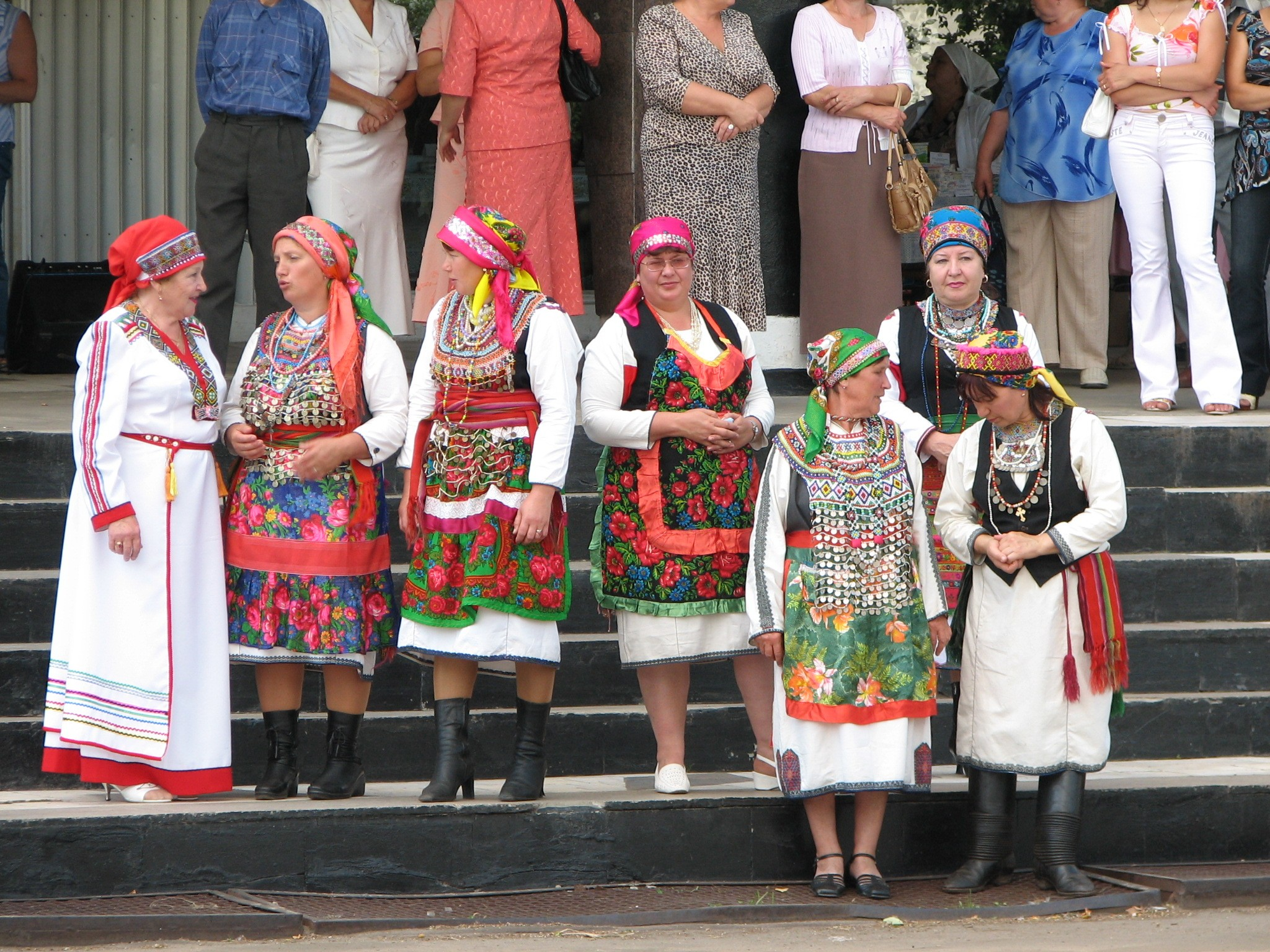
Kobiety Moksza w strojach ludowych

Udekorowany strój panny młodej. Gubernia tambowska, koniec XIX - pocz. XX wieku. 06

Mokszański strój narodowy jest bardzo kolorowy. Główną częścią stroju damskiego jest białe płótno ozdobione ręcznym haftem.

### Ozdoby
Ozdoby na piersi zawierają kilka naszyjników. Specjalne okrągłe kołnierze miały twardą podstawę, która była pokryta płótnem i haftowana szklanymi koralikami, guzikami i łańcuszkami.

## Strój narodowyerzjański

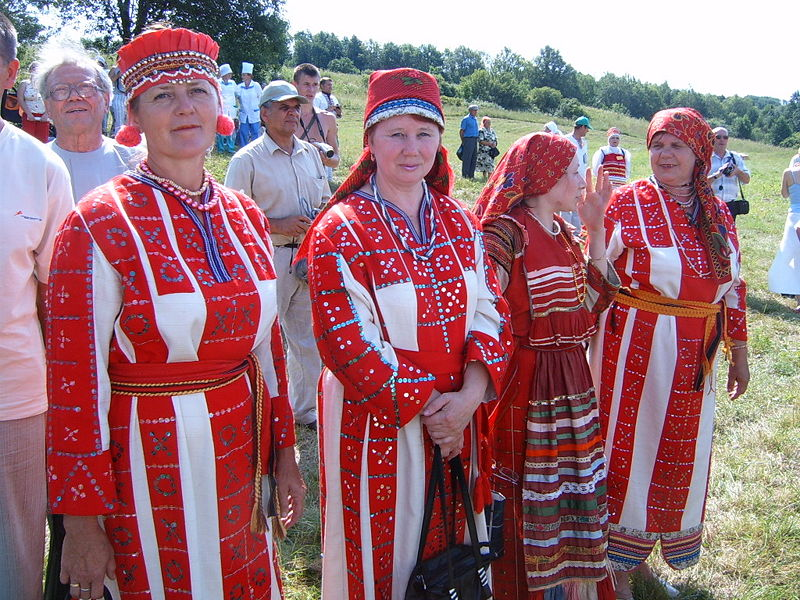
Erzjanki w strojach ludowych

Głównym elementem stroju erzjańskiego jest biała płócienna koszula ozdobiona haftem.